# 蒙得维的亚流浪者足球俱乐部
蒙得维的亚流浪者足球俱乐部（Montevideo Wanderers Fútbol Club），为乌拉圭首都蒙得维的亚的一个足球俱乐部。该队成立于1902年，现参加乌拉圭足球甲级联赛。